# Maravanji, Kadur
Maravanji là một làng thuộc tehsil Kadur, huyện Chikmagalur, bang Karnataka, Ấn Độ.